# Alex Santana, négociateur
 (décembre 2023).
Si vous disposez d'ouvrages ou d'articles de référence ou si vous connaissez des sites web de qualité traitant du thème abordé ici, merci de compléter l'article en donnant les références utiles à sa vérifiabilité et en les liant à la section « Notes et références ».
Alex Santana, négociateur est une série télévisée française en 9 épisodes de 90 minutes diffusée du 28 février 2002 à 2007 sur TF1.
Depuis le 22 novembre 2024, l'intégralité est diffusée sur la plateforme gratuite TF1+.

## Synopsis
Alex Santana travaille dans une unité spéciale de la police.
Lorsque la vie d'otages est en jeu, c'est à lui que sa hiérarchie fait appel pour sauver la situation.
Santana doit, sans violence, par la parole, convaincre les forcenés de relâcher leurs victimes et de rendre les armes.

## Distribution
- Georges Corraface : Alex Santana
- Lizzie Brocheré : Éva
- Alexandre Zambeaux : Olivier
- Éléonore de Villeneuve : Sophie
- Fanny Gilles : Claire Horowitz

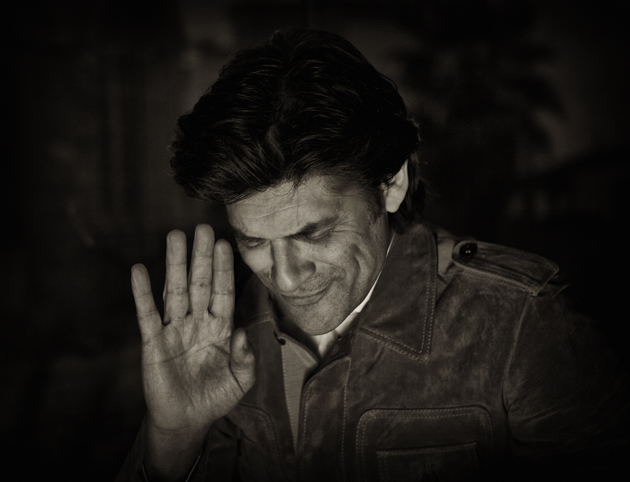
Georges Corraface, l'interprète du rôle-titre

- Hélène Seuzaret pour le pilote puis Bénédicte Delmas : Anna
- Jeremy Banster : Stan Delcourt
- Jean-François Fagour : Thomas François
- Nicolas Marié : Claude Liebert
- Nicolas Abraham : Stéphane Karan
- Michel Albertini : Commissaire Romain Lavaullé
- Claude Sesé : Marco

## Épisodes
- 2002 : Un ange noir de José Pinheiro
- 2003 : Le prix d'une vie d'Eric Woreth
- 2004 : Portée disparue de Gilles Béhat
- 2004 : L'inconnue du Belvédère de Marc Angelo
- 2005 : L'affaire Bordier de Denis Amar
- 2006 : La cible de René Manzor
- 2006 : Guet-apens d'Eric Woreth
- 2006 : Le prédateur de René Manzor
- 2007 : Accident de René Manzor